# Grégory Mertens
Grégory Mertens (* 2. Februar 1991 in Brüssel; † 30. April 2015 in Genk) war ein belgischer Fußballspieler.

## Karriere
Mertens begann mit dem Fußballspielen in der Jugend des RSC Anderlecht. Über VC Groot Dilbeek wechselte er zu KAA Gent. Im Jahr 2010 stieg er dort von der U-19 in die Profimannschaft auf, die in der Jupiler Pro League spielt. Er kam jedoch zu keinem Einsatz. 2011 wechselte er zu Cercle Brügge, wo er bis 2014 60 Ligaspiele absolvierte. Dabei gelangen ihm drei Tore. Anschließend wurde er für eine Ablösesumme von 700.000 Euro zum KSC Lokeren transferiert. Dort kam er auf 22 Ligaspiele.

## Tod
Am 27. April 2015 erlitt Mertens während eines Spiels der U-23 des KSC Lokeren gegen die des KRC Genk einen Herzinfarkt. In einem Krankenhaus in Genk wurde er daraufhin behandelt, starb jedoch dort am 30. April 2015 im Alter von 24 Jahren.